# Maurice-Benjamin Bonard
Maurice-Benjamin Bonard (* 2. September 1803 in Le Lieu; † 3. April 1870 ebenda) war ein Schweizer Politiker. Von 1854 bis 1857 gehörte er dem Nationalrat an.

## Biografie
Bonard studierte von 1819 bis 1824 Recht an der Akademie Lausanne. Wie sein Vater vor ihm, war er ab 1830 in seinem Heimatort Le Lieu im Vallée de Joux bis zu seinem Tod als Notar tätig. Zusätzlich amtierte er von 1834 bis 1837 als Gerichtsschreiber am Bezirksgericht des Bezirks La Vallée, von 1838 bis 1851 als Adjunkt des stellvertretenden Staatsanwalts und von 1854 bis 1858 als Agenturleiter des Waadtländer Kantonalbank.
Bonard, der im Militär zuletzt den Rang eines Obersten innehatte, vertrat radikalliberale Ansichten. 1831 wurde er in den Grossen Rat des Kantons Waadt gewählt, dem er bis 1866 angehörte. Er kandidierte bei den Nationalratswahlen 1854 und wurde im Wahlkreis Waadt-West gewählt. Drei Jahre später verzichtete er auf eine Wiederwahl.